# Hartwig Eschenburg
Hartwig Eschenburg (* 22. Januar 1934 in Rostock; † 4. Februar 2025 ebenda) war ein deutscher Kirchenmusiker. Er war Kantor der St.-Johannis-Kirche in Rostock. Überregional bekannt wurde er durch die Gründung des Rostocker Motettenchors, den er bis 2000 leitete.

## Biografie
Eschenburg war ein Sohn des Rostocker Fotografen Karl Eschenburg. Aufgewachsen in Warnemünde nahm er ab 1946 Klavier- und ab 1950 Orgel- und Chorleiterunterricht. Ab 1953 studierte er an der Evangelischen Kirchenmusikschule in Halle (Saale) und legte 1957 das A-Examen ab. Im selben Jahr übernahm Eschenburg seine erste Stelle als Kantor der Stiftskirche Bützow. Wegen der geringen musikalischen Entwicklungsmöglichkeiten in einer Kleinstadt wechselte er 1960 als Kantor an die St.-Johannis-Kirche in Rostock.
Hier baute Eschenburg eine Kantorei auf, die durch ihre Struktur einen ständigen Nachwuchs für alle Chöre ermöglicht. Angefangen von der Kurrende, einem Kinderchor und einem Jugendchor (Choralchor) über den Figuralchor (Oratorienchor) bis zum semiprofessionellen Motettenchor sind in der Kantorei bis zu 350 Sänger und Sängerinnen tätig. Diese Chöre geben regelmäßige Konzerte. Ein wesentliches Anliegen Eschenburgs war der menschliche Zusammenhalt in der Chorgemeinschaft, der unter anderem durch die von ihm eingeführte und auch heute noch gepflegte jährliche einwöchige Wanderung mit dem Choralchor durch Mecklenburg erreicht wird.
1974 wurde Eschenburg zum Kirchenmusikdirektor ernannt. Verdienste erwarb er durch seine rege Konzerttätigkeit mit den Chören der Kantorei, mit verschiedenen Gastdirigaten sowie auch durch die Aufführung der Weihnachtsgeschichte von Carl Orff, deren Text er in Rostocker Plattdeutsch übertragen hat, und durch sein Engagement für die Musik von Johann Sebastian Bach. So war er von 1987 bis 2002 Mitglied des Direktoriums der Neuen Bachgesellschaft.
Hartwig Eschenburg starb 2025 im Alter von 91 Jahren. Er wurde auf dem Friedhof der Dorfkirche Biestow beigesetzt. 

## Ehrungen und Auszeichnungen
- 1988: Kulturpreis der Hansestadt Rostock
- 1995: Kulturpreis des Landes Mecklenburg-Vorpommern
- 1998: Verdienstorden der Bundesrepublik Deutschland (Verdienstkreuz 1. Klasse)
- 2000: Eintragung ins Ehrenbuch der Hansestadt Rostock[2]
- 2001: Ehrenprofessur an der Rostocker Hochschule für Musik und Theater[3]
- 2020: Siemerling-Sozialpreis